# ماري دي ألبرت، كونتيسة ريثل
ماري دي ألبرت، كونتيسة ريثل (25 مارس 1491 - 27 أكتوبر 1547)؛ كانت كونتيسة ريثل في القانون، ومن خلال الزواج أصبحت كونتيسة نيفير من شارل الثاني، هي أبنة جان دي ألبرت حفيد شارل الثاني دي ألبرت، ووالدتها هي شارلوت، كونتيسة ريثل الأبنة الصغرى لـ جان الثاني، كونت نيفير، بحيث ورثت منها الكونتية وعمرها تسعة أعوام؛ وأنجبت أبناً واحد هوفرانسوا الأول الذي أصبح لاحقاً أول دوق لـ نيفير.